# Basilique de la Visitation d'Annecy
Cette  basilique n’est pas la seule basilique de la Visitation.
La basilique de la Visitation d'Annecy, dressée sur le crêt du Maure, qui est le premier contrefort du massif du Semnoz, apparaît comme dominant Annecy et se repère de tout lieu, des kilomètres à la ronde. Elle est le symbole du prestigieux passé religieux de la ville.

## Historique
La basilique fut bâtie de 1922 à 1930 sur les plans de l'architecte grenoblois prix de Rome Alfred-Henri Recoura. Un premier projet, déjà très abouti, avait été réalisé par Henri Adé à la fin du XIXe siècle, mais fut néanmoins rejeté au profit de la basilique actuelle, dont cependant Henri Adé dessina la crypte. Le lieu de culte fut consacré en 1949 par le cardinal Federico Tedeschini. Elle jouxte le monastère maison-mère de l'Ordre de la Visitation, fondé en 1610 par François de Sales et Jeanne de Chantal.
Les corps des deux saints reposent en haut des deux nefs latérales, dans deux sarcophages en bronze doré. Ils y ont été déposés en grande pompe, le 2 août 1911, escortés par une immense foule d'Annéciens qui vouent un culte particulier à François de Sales, dont l'œuvre de 1602 à 1622 comme évêque de Genève en exil à Annecy, illumina la ville d'un éclat sans précédent.
Le 20 juin 2007, ont été également transférées dans un caveau de la crypte, les dépouilles de deux missionnaires, celle du père Pierre-Marie Mermier, mort en 1862, fondateur de la Congrégation de Saint-François-de-Sales et celle de Pierre-Joseph Rey. Auparavant, ils reposaient en compagnie d'une trentaine d'autres missionnaires, dans une crypte située sur un terrain, voisin de la basilique, que la Congrégation a vendu à un promoteur immobilier. Les autres corps ont été transférés dans le caveau des Missionnaires du cimetière de Loverchy, avenue du Rhône.

## Description

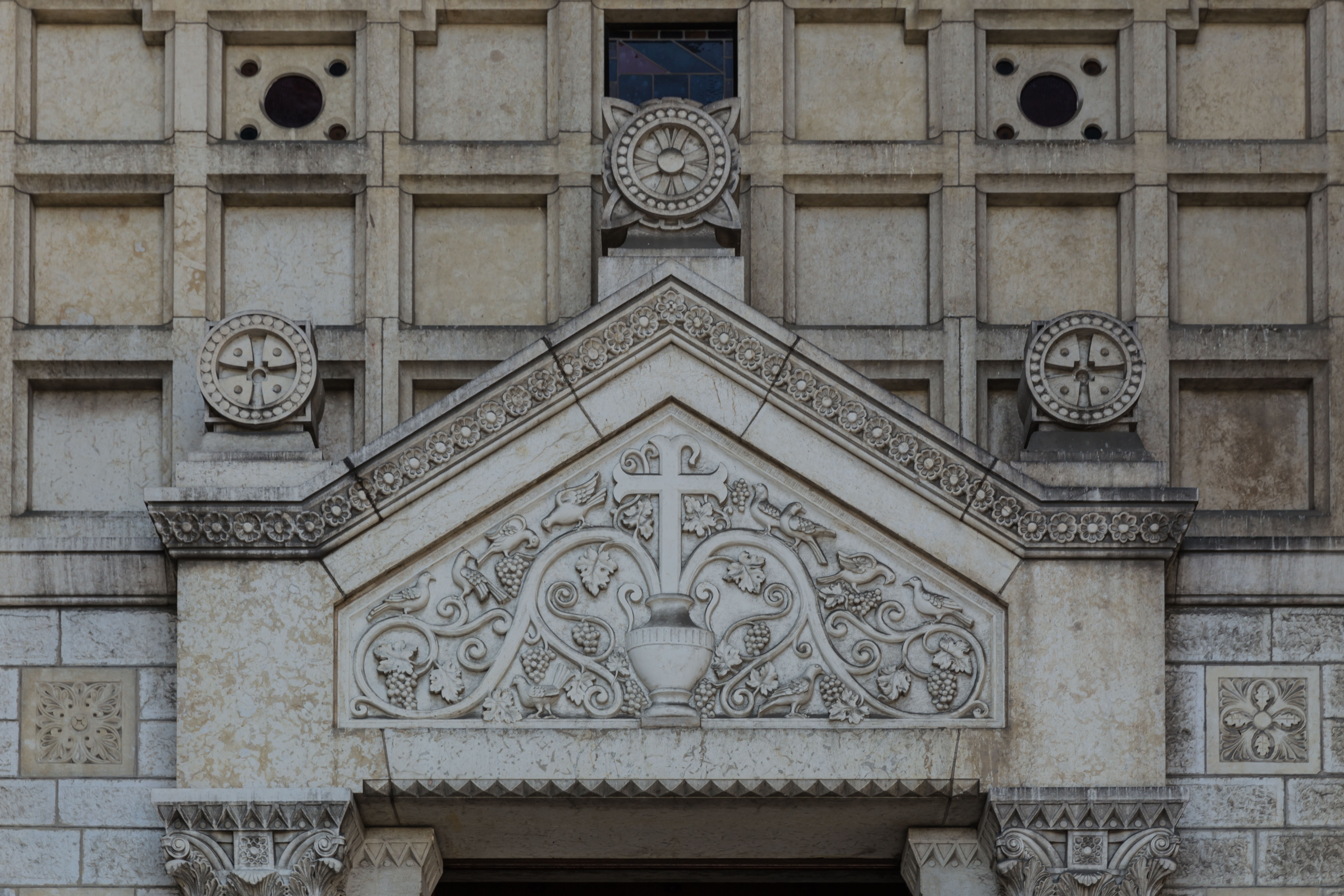
Détail au-dessus de l'entrée sur la façade ouest.

La basilique a été construite dans le style typique de la fin du XIXe siècle. Le clocher a une hauteur de 72 mètres et il est surmonté d'une croix de bronze de 7 mètres. La nef repose sur une crypte aux arcs surbaissés, dessinée par Henri Adé. La voûte a été construite en plein cintre. Les vitraux de la basilique évoquent la vie des deux saints fondateurs. Elle possède un carillon de 37 cloches et un bourdon nommée Marie Françoise qui sonne un la grave pesant à lui seul près de quatre tonnes.
Deux Christs en croix surmontant deux autels sont l'œuvre du statuaire Philippe Besnard (1949).
En 1986, à l'occasion de la visite du pape Jean-Paul II, deux cloches ont été fondues par la fonderie Paccard ; la deuxième de 160 kilos, dénommée Karol a été intégrée dans le carillon de la basilique.

## Le musée salésien et le mémorial

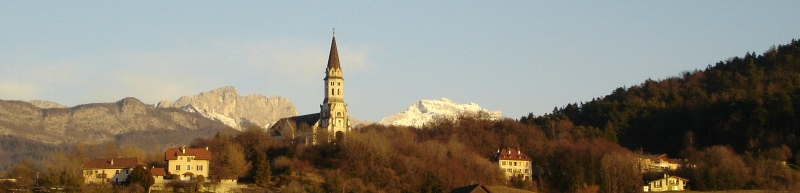
La Visitation, avec en arrière-plan le mont Veyrier et les dents de Lanfon à gauche, et la Tournette enneigée à droite.

Aménagé dans une annexe du monastère, le Musée salésien perpétue l'histoire de l'Ordre de la Visitation, de Jeanne de Chantal, et de la vie et de l'œuvre de François de Sales. Un mémorial Saint-François de Sales a été aménagé dans les locaux de l'ancien monastère de la Visitation, au flanc de l'église actuelle Saint-François dans la vieille ville d'Annecy.

## Galerie

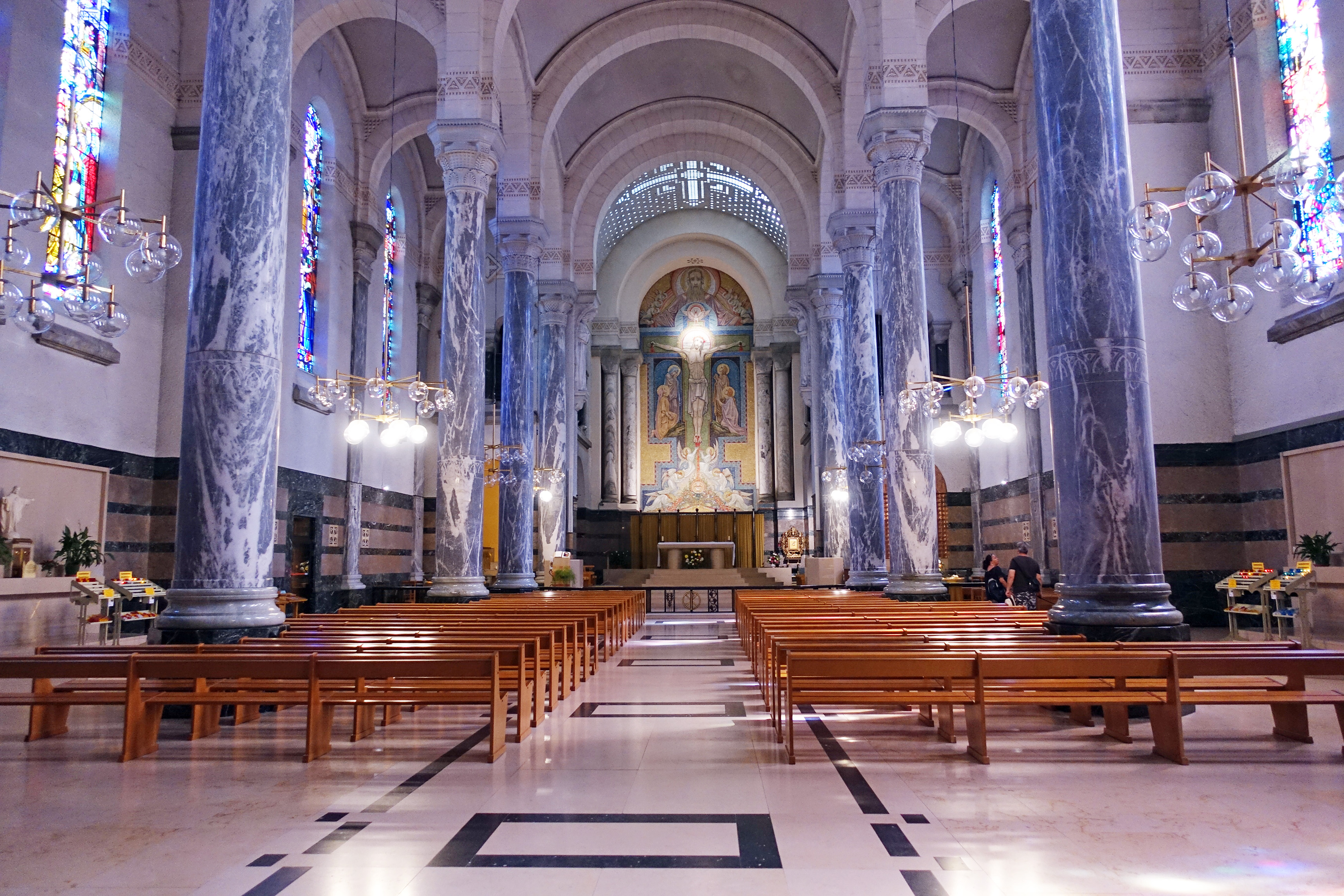
Nef.
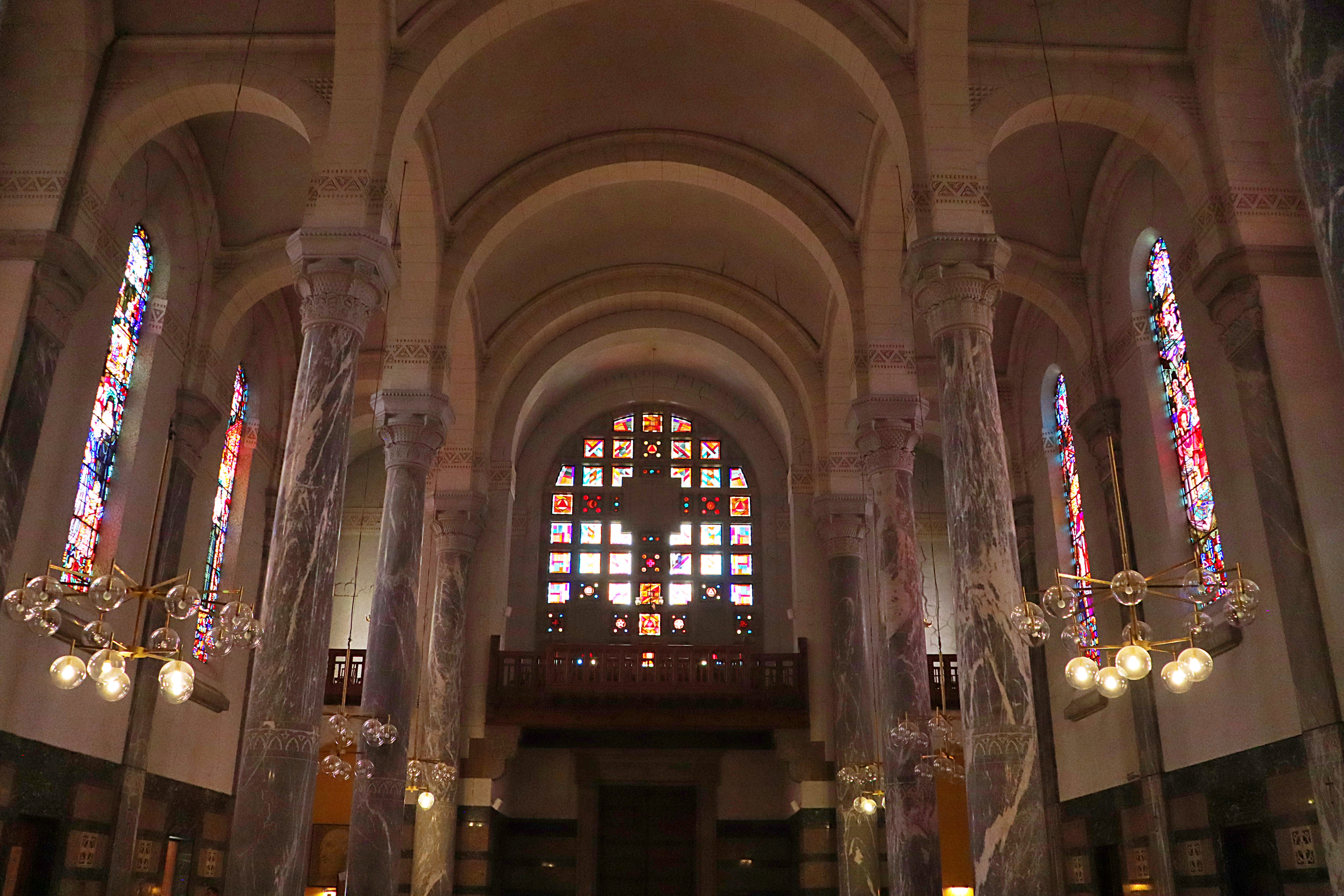
Vue arrière.
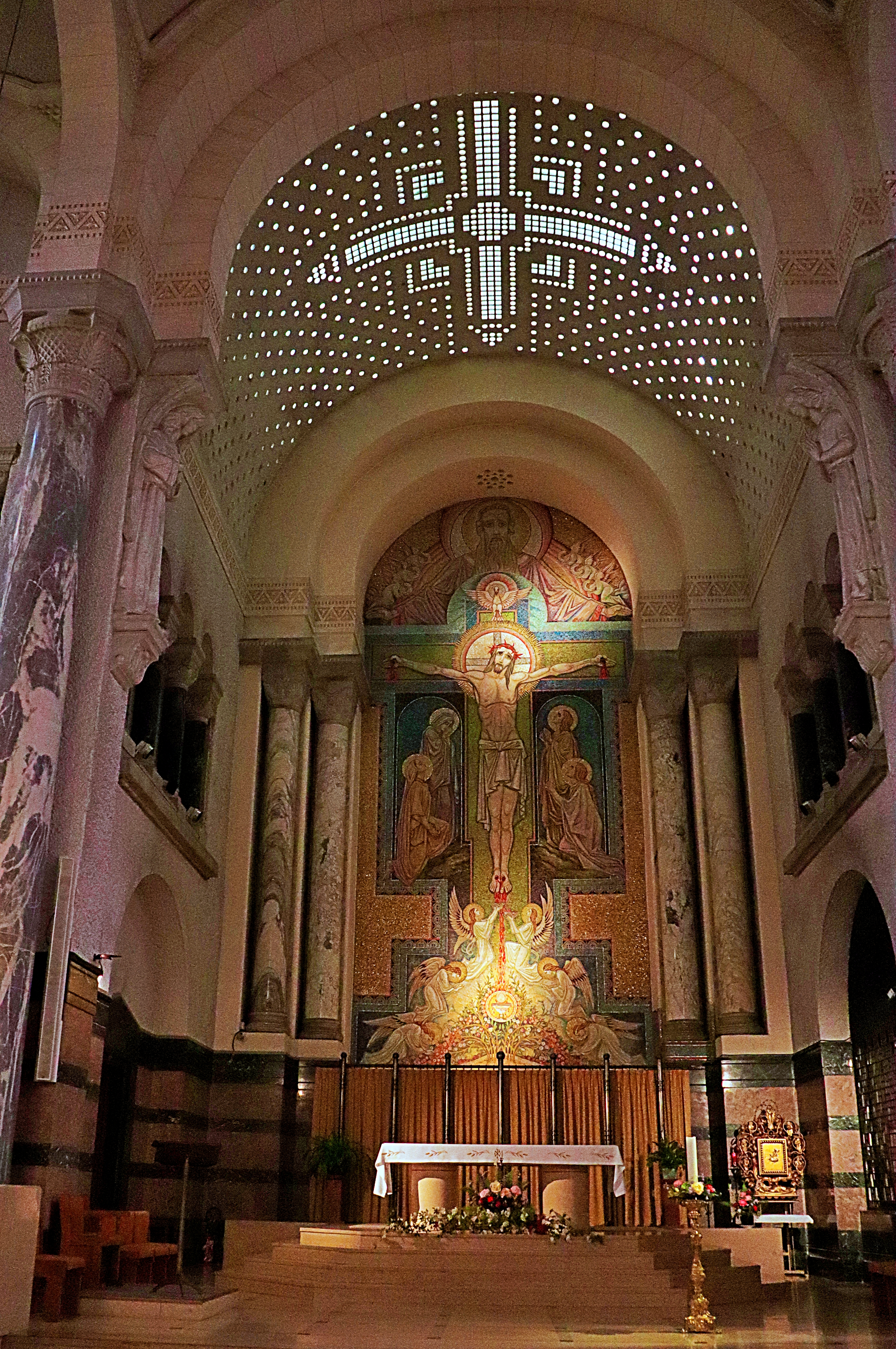
Chœur.
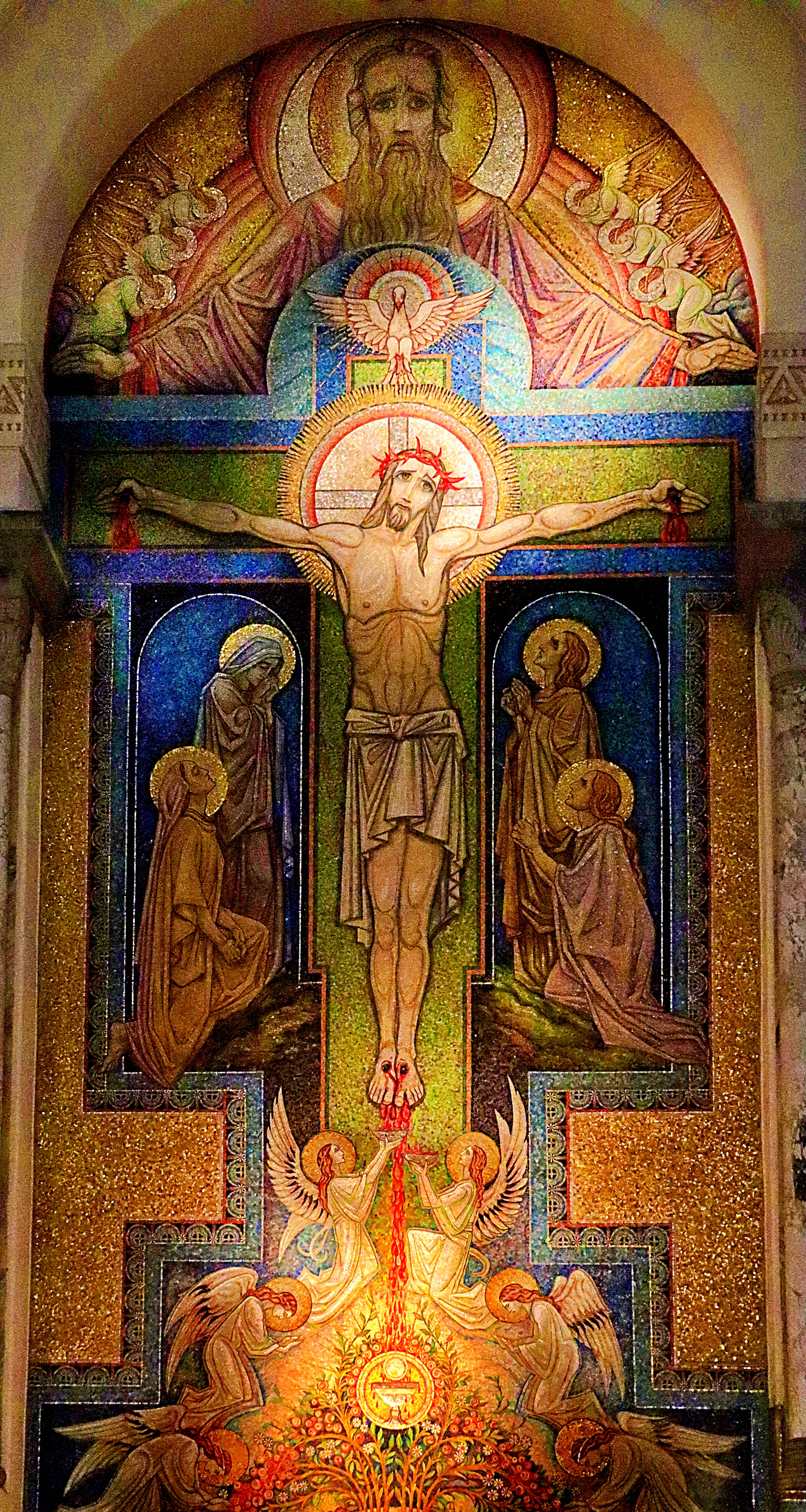
Christ en croix dans le chœur.
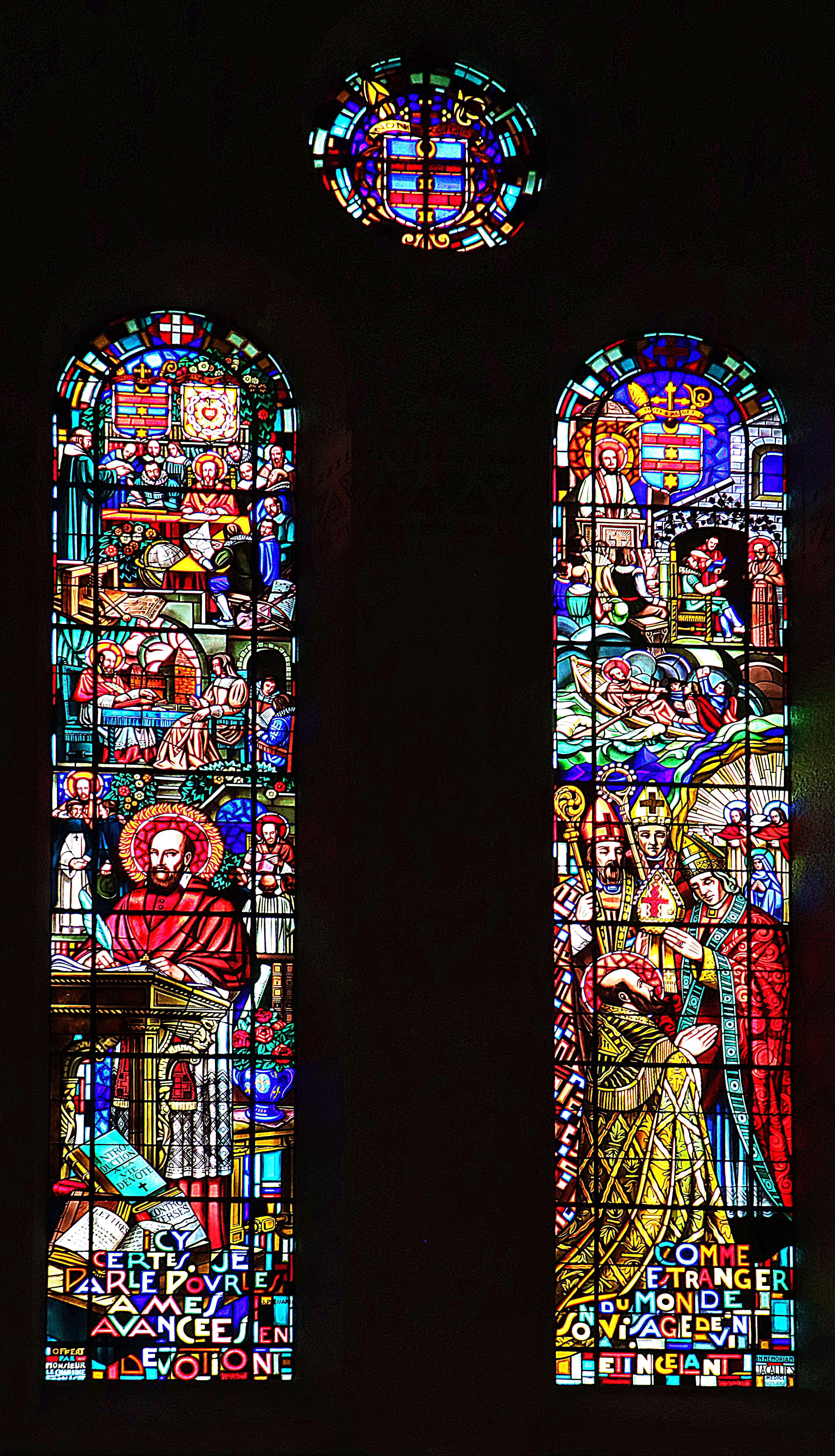
Vitrail.
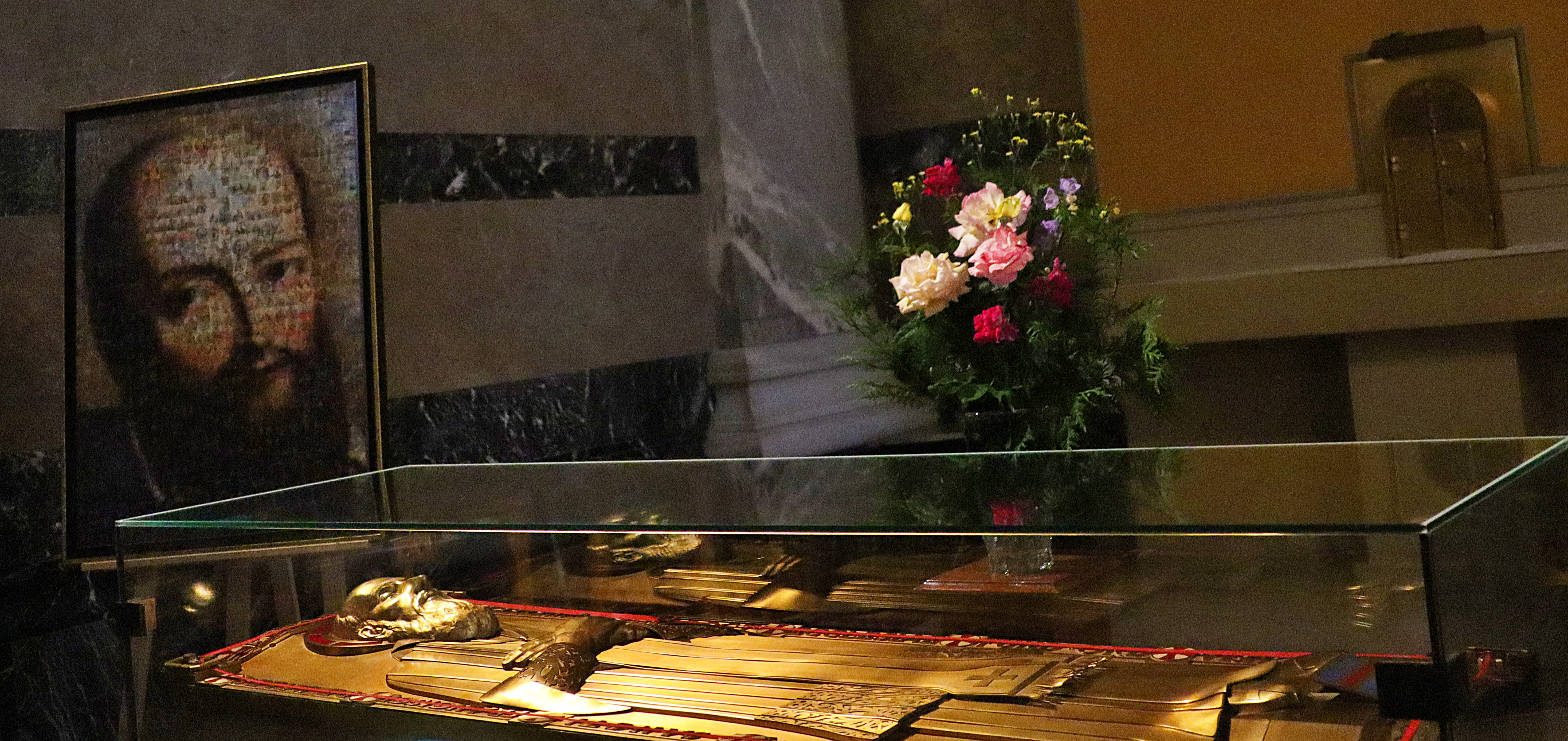
Reliques de saint François de Sales.